# سرآب یاوری

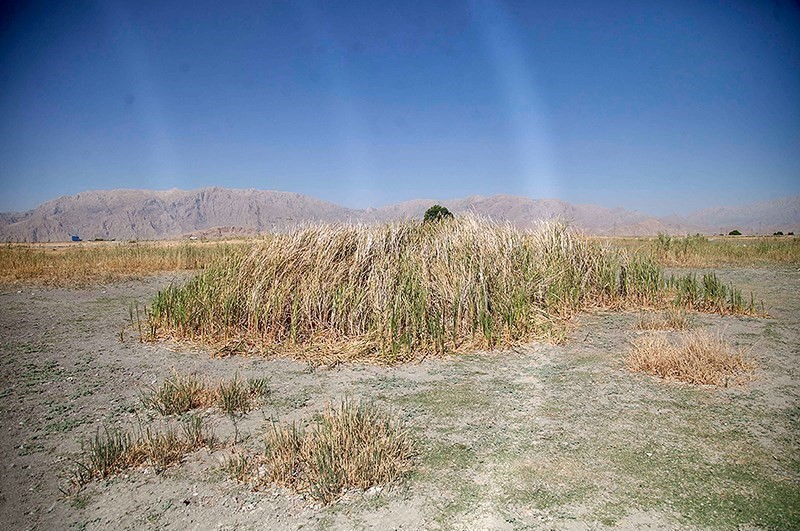
شرایط بحرانی سرآب یاوری

سرآب یاوری یک دریاچهٔ طبیعی آب شیرین است که در ۲۱ کیلومتری شمال غربی شهر کرمانشاه و در مسیر کرمانشاه به روانسر در روستای یاوری قرار دارد.

## موقعیت
سرآب یاوری در ۲۱ کیلومتری شمال غرب شهر کرمانشاه، در منطقهٔ میان‌دربند و در مسیر کرمانشاه به روانسر در روستای یاوری قرار دارد.

## ویژگی‌ها
سرآب یاوری یکی از سرآب‌های آهکی مهم در محدودهٔ مطالعاتی میان‌دربند کرمانشاه می‌باشد. تا قبل از خشکسالی اواخر دههٔ ۱۳۸۰ خورشیدی حداکثر آب‌دهی آن تا ۳۲۰ متر مکعب در ثانیه می‌رسیده است.

## تفریحگاه
مردم مناطق همجوار با سرآب یاوری در فصول گرم سال از آن به عنوان محلی برای شنا استفاده می‌کردند.
در خرداد ۱۴۰۲ رئیس شرکت توسعه گردشگری استان کرمانشاه اعلام کرد که یک سرمایه‌دار قصد دارد با سرمایه‌گذاری ۲۰۰ میلیارد تومانی در سرآب یاوری آن را به یک دریاچهٔ مصنوعی تبدیل کرده و در آن مرکز اقامتی و تفریحی و برخی ورزش‌های آبی راه‌اندازی کند.
در دی ۱۴۰۲ مدیرعامل شرکت توسعه گردشگری استان کرمانشاه اعلام کرد که طرح جامع گردشگری سرآب یاوری در مساحت ۴۲ هکتار تهیه شده که در قالب آن بسته‌های سرمایه‌گذاری تعریف شده و چندین سرمایه‌دار برای اجرای پروژه‌های گردشگری در این طرح ابراز تمایل کرده‌اند.
در آبان ۱۴۰۳ مدیرعامل شرکت توسعه گردشگری کرمانشاه گفت کار لایروبی این سرآب با هدف تبدیل آن به مجموعۀ گردشگری آغاز شده است. وی زمان لازم برای اجرای این پروژه را دو تا سه سال اعلام کرد.

## آب‌یاری
سرآب یاوری دارای یک رشته کانال آب‌یاری به طول تقریبی ۴ کیلومتر است که ۴۰۰ هکتار از اراضی کشاورزی منطقه را آب‌یاری می‌کند.

## رخدادها
- در روز یک‌شنبه ۶ مهر ۱۳۹۹ همزمان با روز جهانی گردشگری تور درخت‌کاری «یک گردشگر، یک درخت» در سرآب یاوری برگزار شد که طی آن مشارکت‌کنندگان پس از پاک‌سازی حاشیهٔ سرآب نهال‌های اهدایی از سوی ادارهٔ کل منابع طبیعی را که درختچه‌های بومی منطقه مانند زالزالک، بنه و بلوط بودند، در حاشیهٔ سرآب یاوری کاشتند.[۶]

## خشک شدن
طی سال‌های اخیر آب‌دهی چشمهٔ سرآب یاوری در فصول پرآب به شدت کاهش یافته و در فصول گرم سال به‌طور کامل خشک می‌شود. مسئولان و نهادهای حکومتی از خشکسالی و حفر چاه‌های غیرمجاز توسط مردم منطقه به‌عنوان علل خشک شدن سرآب نام می‌برند، اما فعالان محیط‌زیست با اشاره به این‌که شمار چاه‌های مجاز در منطقه بسیار بیشتر از چاه‌های غیرمجاز است، به پدیدهٔ «جوازفروشی» اشاره کرده و معتقدند که فساد، روابط، رانت و رشوه‌خواری سبب شده تا اداره‌جات دولتی در ازای دریافت پول جواز حفر چاه عمیق و نیمه‌عمیق را به متقاضیان بفروشند و بدین‌گونه تعداد چاه‌های مجاز بسیار بیشتر از چاه‌های غیرمجاز و تأثیر آن بر خشک شدن سرآب نیز بسیار بیشتر از چاه‌های بدون مجوز است.
در فروردین ۱۳۸۸ مدیر عامل شرکت آب منطقه‌ای کرمانشاه اعلام کرد که آبدهی سرآب روانسر در آماربرداری بلندمدت سنوات گذشته ۲۴۸ لیتر در ثانیه بوده، اما از خرداد ۱۳۸۷ تا هشت لیتر در ثانیه کاهش پیدا کرده و به علت خشکسالی سال گذشته در فروردین ۱۳۸۸ تقریباً به صفر رسیده است.
در تیر ۱۴۰۰ رئیس اداره حفاظت محیط زیست شهرستان کرمانشاه اعلام کرد که نفس‌های سرآب یاوری به شماره افتاده و در آستانهٔ خشکیدگی کامل است، اما چون گونه‌های جانوری موجود در آن دوزیستانی همچون مار، قورباغه و لاک پشت هستند، خشک شدن سرآب حیات این جانوران را تهدید نمی‌کند. با این وجود در شهریور ۱۴۰۰ مدیرعامل آب منطقه‌ای کرمانشاه اعلام کرد که سرآب یاوری خشک شده و آبزیان آن در حال از بین رفتن هستند. در مرداد ۱۴۰۰ خبرگزاری تسنیم تصاویری از دریاچهٔ خشک‌شدهٔ سرآب یاوری را منتشر کرد و در شهریور همان سال نیز خبرگزاری صدا و سیما در گزارشی اعلام کرد که از سرآب یاوری جز چاله‌ای آب چیز دیگری برجای نمانده است.
در دی ۱۴۰۲ مدیرعامل شرکت توسعه گردشگری استان کرمانشاه اعلام کرد که آب مورد نیاز برای احیای سرآب یاوری حدود ۶۰ هزار متر مکعب است که با توافق ادارهٔ آب منطقه‌ای، به‌زودی با ایجاد انشعابی در کانال آبی سد گاوشان که در نزدیکی سرآب قرار دارد تأمین خواهد شد.
در اردیبهشت ۱۴۰۳ رئیس اداره محیط زیست شهرستان کرمانشاه اعلام کرد که به دنبال بارش‌های بهاری سرآب یاوری پس از ۲ سال احیا شده و وضعیت مناسبی دارد و به همین دلیل تغذیهٔ مصنوعی آن با آب رودخانهٔ رازآور نیز متوف شده است. وی همچنین در ۱۰ تیر ۱۴۰۳ اعلام کرد که سرآب یاوری هم‌اکنون پُر از آب است، اما چشمهٔ آن دبی ندارد و احتمال دارد در فصل تابستان خشک شود. در مرداد ۱۴۰۳ نیز رئیس اداره محیط زیست شهرستان کرمانشاه اعلام کرد خود سرآب دبی قابل توجهی ندارد و احتمال خشک شدن آن بسیار بالاست.
در ۱۰ مهر ۱۴۰۳ رئیس ادارۀ محیط زیست شهرستان کرمانشاه اعلام کرد سراب یاوری به‌طور کامل خشک شده است.